# La Argentina (kommun)
La Argentina är en kommun i Colombia.   Den ligger i departementet Huila, i den sydvästra delen av landet, 400 km sydväst om huvudstaden Bogotá. Antalet invånare är 11 592.